# Nevado Olivares
Nevado de Olivares är ett berg i Chile, på gränsen till Argentina. Det ligger i provinsen Provincia de Elqui och regionen Región de Coquimbo, i den centrala delen av landet. Toppen på Nevado Olivares är 6 214 meter över havet, eller 1 301 meter över den omgivande terrängen.
Den högsta punkten i närheten är Majadita, 6 280 meter över havet, sydost om Nevado Olivares.
Trakten runt Cerro de Olivares är ofruktbar med lite eller ingen växtlighet.